# Xenofilie
Xenofilie je psychologický pojem, označující lásku nebo náklonnost k neznámým věcem, lidem či jevům.
Může mít také sexuální podtext — náklonnost k neobvyklým sexuálním partnerům (začasté jiné rasy nebo dříve zcela neznámým), neobvyklým místům sexuálních hrátek, parafiliím různého druhu atd. .
Původ slova z řeckého ξενοφιλία, (ξένος — cizí, a φιλία - milovat).
V poslední době se slovo pojí v úzkém významu, jako náklonnost ke všemu zahraničnímu, k cizincům, vnímání cizí kultury jako lepší, než jejich vlastní.
Opakem xenofilie je xenofobie.